# Oliver Roggisch
Oliver Roggisch (* 25. August 1978 in Villingen-Schwenningen) ist ein ehemaliger deutscher Handballspieler. Er ist sportlicher Leiter der Rhein-Neckar Löwen sowie Teammanager der deutschen Handballnationalmannschaft.

## Karriere

### Als Spieler

#### Vereine
Der 2,02 m große Kreisläufer und Abwehrspezialist begann seine Karriere beim TuS Schutterwald. Weitere Stationen waren Frisch Auf Göppingen und TUSEM Essen. Von Essen wechselte er zum 1. Juli 2005 zum SC Magdeburg und nach der Saison 2006/07 zu den Rhein-Neckar Löwen. Hier hatte er bereits im Dezember 2006 einen Dreijahresvertrag unterschrieben. Zuletzt wurde er auf der Kreisläuferposition nur noch selten eingesetzt und spielte, sowohl im Verein als auch in der Nationalmannschaft, meist nur in der Abwehr. Nach der Saison 2013/14 beendete er seine Karriere.
Mit 497 Zeitstrafen in 432 Spielen liegt er mit nur elf Strafzeiten Rückstand auf Volker Zerbe auf dem zweiten Rang der Ewigen Rangliste.

#### Nationalmannschaft
Roggisch gab am 15. März 2002 sein Länderspieldebüt gegen die Schweiz in Dessau. Er nahm mit der Nationalmannschaft an den Weltmeisterschaften 2005, 2007, 2009, 2011 und 2013, und an der Europameisterschaft 2006, 2008, 2010 und 2012 teil. Insgesamt bestritt Roggisch 205 Länderspiele, in denen er 48 Tore warf.
2007 feierte er seinen größten Erfolg und wurde mit Deutschland Weltmeister. Für diesen Triumph wurde er mit dem Silbernen Lorbeerblatt ausgezeichnet. Zusätzlich gewann er im selben Jahr den EHF-Pokal mit dem SC Magdeburg. 2013 gewann er mit den Rhein-Neckar Löwen den EHF Europa Pokal.
Bei der Europameisterschaft 2008 in Norwegen erreichte er den 4. Rang, musste aber nach der Hauptrunde verletzt passen.

### Als Trainer
Am 13. Mai 2014 wurde bekannt, dass Roggisch seine Karriere bei den Rhein-Neckar Löwen zum Saisonende 2014/15 als aktiver Spieler beendet und zur folgenden Spielzeit als Co-Trainer von Nikolaj Bredahl Jacobsen an die Seitenlinie wechselt. Daneben ist er noch Teammanager der deutschen Handballnationalmannschaft. Im März 2016 wurde er zusätzlich Sportlicher Leiter bei den Rhein-Neckar Löwen, weshalb seinen Posten als Co-Trainer ab der Saison 2016/17 Klaus Gärtner, der bisherige Trainer der zweiten Mannschaft, übernahm.

## Bundesligabilanz
| Saison    | Verein             | Spielklasse | Spiele | Tore | 7-Meter | Feldtore |
| --------- | ------------------ | ----------- | ------ | ---- | ------- | -------- |
| 1998–2000 | TuS Schutterwald   | Bundesliga  | 54     | 49   | 0       | 49       |
| 2001–2002 | FA Göppingen       | Bundesliga  | 31     | 65   | 0       | 65       |
| 2002–2005 | TuSEM Essen        | Bundesliga  | 86     | 80   | 0       | 80       |
| 2005–2007 | SC Magdeburg       | Bundesliga  | 53     | 46   | 0       | 46       |
| 2007/08   | Rhein-Neckar Löwen | Bundesliga  | 29     | 11   | 0       | 11       |
| 2008/09   | Rhein-Neckar Löwen | Bundesliga  | 34     | 6    | 0       | 6        |
| 2009/10   | Rhein-Neckar Löwen | Bundesliga  | 33     | 8    | 0       | 8        |
| 2010/11   | Rhein-Neckar Löwen | Bundesliga  | 32     | 2    | 0       | 2        |
| 2011/12   | Rhein-Neckar Löwen | Bundesliga  | 32     | 13   | 0       | 13       |
| 2012/13   | Rhein-Neckar Löwen | Bundesliga  | 32     | 1    | 0       | 1        |
| 2013/14   | Rhein-Neckar Löwen | Bundesliga  | 16     | 0    | 0       | 0        |
| 1998–2014 | Gesamt             | Bundesliga  | 432    | 281  | 0       | 281      |